# Nigella turcica
Nigella turcica är en ranunkelväxtart som beskrevs av Dönmez och Mutlu. Nigella turcica ingår i släktet nigellor, och familjen ranunkelväxter. Inga underarter finns listade i Catalogue of Life.